# Canton de Levie
Pour les articles homonymes, voir Levie (homonymie).
Le canton de Levie est une ancienne division administrative française, située dans le département de la Corse-du-Sud et la collectivité territoriale de Corse.

## Géographie
Ce canton était organisé autour de Levie dans l'arrondissement de Sartène. Son altitude variait de 0 à 1 480 m pour Zonza, avec une moyenne de 709 m.

## Histoire
- De 1833 à 1848, les cantons de Levie et de Sainte-Lucie-de-Tallano avaient le même conseiller général. Le nombre de conseillers généraux était limité à 30 par département[1].

- Le canton est supprimé par le décret du 24 février 2014, à compter des élections départementales de mars 2015[2]. Les communes de Carbini et de Levie sont rattachées au canton du Grand Sud et celles de San-Gavino-di-Carbini et de Zonza au canton de Bavella.

## Administration

### Conseillers généraux de 1833 à 2015
| Période                                  | Période             | Identité                                                | Étiquette              | Qualité                                                                  |
| ---------------------------------------- | ------------------- | ------------------------------------------------------- | ---------------------- | ------------------------------------------------------------------------ |
| 1833                                     | 1834 (annulation)   | Giudice Michel'Angelo Sanseverino Giacomoni (1780-1861) |                        | Ancien chef de bataillon Propriétaire et juge de paix de Sainte-Lucie    |
| 1834                                     | 1839                | Don Jean-Baptiste de Peretti                            |                        | Notaire à Levie                                                          |
| 1839                                     | 1848                | Giudice Michel'Angelo Sanseverino Giacomoni             |                        | Propriétaire et juge de paix de Sainte-Lucie                             |
| 1848                                     | 1852                | Paul-Marie de Peretti                                   |                        | Notaire à Levie                                                          |
| 1852                                     | 1856                | Don Jacques Abbatucci                                   |                        | Juge de paix                                                             |
| 1856                                     | 1861                | Séverin Paul Abbatucci                                  | Droite bonapartiste    | Député (1852-1871)                                                       |
| 1861                                     | 1871                | Don Jacques Paul Peretti                                |                        | Propriétaire, ancien percepteur                                          |
| 1871                                     | 1875 (annulation)   | Don Susino Maestrati                                    | Républicain            | Abbé de Petreto-Bicchisano                                               |
| 1875                                     | 1880                | Séverin Paul Abbatucci                                  | Droite                 | Député (1852-1871)                                                       |
| 1880                                     | 1886                | Martin de Peretti (1828-1897)                           | Républicain            | Pharmacien à Levie                                                       |
| 1886                                     | 1892                | Ferdinand Muzy (ou Muzj)                                | Droite                 | Propriétaire à Zonza                                                     |
| 1892                                     | 1913                | Arthur-Napoléon Maestrati                               | Républicain            | Docteur en médecine à Paris                                              |
| 1913                                     | 1930 (invalidation) | Don Paul Beretti (1886-1937)                            | PRS                    | Propriétaire à San-Gavino-di-Carbini                                     |
| 1930                                     | 1934                | M. Giuseppi                                             | RG                     |                                                                          |
| 1934                                     | 1940                | Xavier de Peretti (1884-1963)                           | Rad.ind.               | Notaire à Levie                                                          |
|                                          |                     |                                                         |                        |                                                                          |
| 1945                                     | 1949                | Charlotte Scamaroni (1891-1973)                         | FNR-SFIO               | Mère de Fred Scamaroni                                                   |
| 1949                                     | 1963 (décès)        | Jacques de Rocca Serra (1899-1963)                      | Rad.                   | Inspecteur des assurances sociales Maire de Levie (1953-1963)            |
| 1963                                     | 2001 (déchu)        | Louis-Ferdinand de Rocca Serra (fils du précédent)      | UDR puis CNIP puis UDF | Chef d'agence de la Caisse d'Epargne Sénateur (1994-2001) Maire de Levie |
| 2001                                     | 2015                | Sébastien-Marc Rocca Serra                              | DVD                    | Commerçant retraité Maire de Zonza (1989-2008)                           |
| Les données manquantes sont à compléter. |                     |                                                         |                        |                                                                          |

- Résultats des élections cantonales

### Conseillers d'arrondissement (de 1833 à 1940)
| Période                                  | Période           | Identité                           | Étiquette | Qualité |
| ---------------------------------------- | ----------------- | ---------------------------------- | --------- | --- |
| 1833                                     | 1842              | Lélius Peretti (1800-1893)         |           | Médecin, propriétaire à Sartène                                                                             |
|                                          |                   |                                    |           | |
| 1852                                     | 1864              | Don-Paul Peretti                   |           | Propriétaire                                                                                                |
| 1864                                     | 1881 (annulation) | Jean-Baptiste Peretti              |           | Maire de Levie                                                                                              |
|                                          |                   |                                    |           | |
| av.1887                                  |                   | Marc-Aurèle Lanfranchi (1846-1928) |           | Propriétaire, maire de Levie                                                                                |
|                                          |                   |                                    |           | |
| 1919                                     |                   | Abbé Canarelli                     |           | |
|                                          |                   |                                    |           | |
|                                          | 1937              | M. Nicolaï                         | RG        | |
| 1937                                     | 1940              | M. Michelangeli                    | Radical   | |
| 1940                                     |                   |                                    |           | Les conseils d'arrondissement ont été suspendus par la loi du 12 octobre 1940 et n'ont jamais été réactivés |
| Les données manquantes sont à compléter. |                   |                                    |           | |

## Composition
Le canton de Levie comprenait quatre communes et comptait 4 388 habitants, selon le recensement de 2012 (population municipale).
| Nom                   | Code Insee | Intercommunalité   | Population (dernière pop. légale) |
| --------------------- | ---------- | ------------------ | --------------------------------- |
| Levie (chef-lieu)     | 2A142      | CC de l'Alta Rocca | 718 (2014)                        |
| Carbini               | 2A061      | CC de l'Alta Rocca | 100 (2014)                        |
| San-Gavino-di-Carbini | 2A300      | CC de l'Alta Rocca | 1 096 (2014)                      |
| Zonza                 | 2A362      | CC de l'Alta Rocca | 2 637 (2014)                      |

## Démographie
| 1962  | 1968  | 1975  | 1982  | 1990  | 1999  | 2006  | 2011  | 2012  |
| ----- | ----- | ----- | ----- | ----- | ----- | ----- | ----- | ----- |
| 2 410 | 2 286 | 2 520 | 2 761 | 3 014 | 3 336 | 3 933 | 4 338 | 4 388 |